# Крапивний Дмитро Вікторович
Дмитро Вікторович Крапивний (нар. 19 лютого 1994, Нікополь, Дніпропетровська область, Україна) — український футболіст, півзахисник МФК «Металург» (Запоріжжя).

## Клубна кар'єра
Народився в місті Нікополь Дніпропетровської області, але футболом розпочав займатися в донецькому Училищі олімпійського резерву імені Сергія Бубки. У 2007 році перейшов до академії дніпропетровського «Дніпра». У 2011 році розпочав дорослу футбольну кар'єру в складі «Таврії» (Новотроїцьке), у складі якої став переможцем чемпіонату Херсонської області, потім повернувся до «Дніпра», де виступав лише за молодіжну команду (70 матчів, 1 гол). Наприкінці лютого 2015 року перейшов до «Нафтовика-Укрнафти». Дебютував в охтирській команді 21 березня 2015 року в переможному (2:1) домашньому поєдинку 18-о туру Першої ліги проти «Олександрії». Дмитро вийшов на поле в стартовому складі, а на 61-й хвилині його замінив Олексій Павелько. У складі «нафтовиків» зіграв 11 матчів. 
Наприкінці липня 2015 року підсилив «Геліос». Дебютував у складі харківського клубу 8 серпня 2015 року в переможному (3:0) домашньому поєдинку 8-о туру Першої ліги проти «Тернополя». Крапивний вийшов на поле на 73-й хвилині, замінивши Євгена Задою. У складі «сонячних» у Першій лізі відіграв 7 матчів, ще 1 матч провів у кубку України. По завершенні літньо-осінньої частини сезону 2015/16 років керівництво «Геліоса» вирішило достроково розірвати контракт з Крапивним. На початку 2016 року потрапив до заявки «Гірника-спорту» на другу частину чемпіонату. Дебютував за команду з Комсомольська 26 березня 2016 року в програному (1:3) виїзному поєдинку 19-о туру Першої ліги проти криворізького «Гірника». Дмитро вийшов на поле в стартовому складі та відіграв увесь матч. У команді відіграв до завершення сезону 2015/16 років та першу частину наступного сезону, за цей час у Першій лізі провів 23 матчі. Взимку 2017 року, по завершенні контракту, залишив розташування команди. 
Наприкінці лютого 2017 року вирушив на перегляд до ФК «Сум», за результатами якого на початку березня підписав з командою контракт. Дебютував у футболці «городян» 19 березня 2017 року в нічийному (2:2) виїзному поєдинку 21-о туру Першої ліги проти «Тернополя». У другій частині сезону зіграв 13 матчів, але команда опинилася за крок до вильоту в Другу лігу. Дмитро зіграв у 2-х матчах плей-оф за право збереження місця в Першій лізі й допоміг уникнути «городянам» вильоту, але по завершенні сезону залишив розташування клубу.
У червні 2017 року відправився на перегляд у СК «Дніпро-1», але команді Дмитра Михайленка не підійшов. Тому вирішив прийняти пропозицію «Полтави». Дебютував за команду з Полтави 16 липня 2017 року в переможному (1:0) виїзному поєдинку 1-о туру Першої ліги проти «Гірника-спорту». Крапивний вийшов на поле в стартовому складі, а на 75-й хвилині його замінив Максим Покотилюк. У футболці «городян» зіграв 30 матчів у Першій лізі та допоміг команді завоювати срібні нагороди чемпіонату. Зіграв в обох матчах плей-оф за право виходу до Прем'єр-ліги проти одеського «Чорноморця», за результатами яких «Полтава» здобула можливість у сезоні 2018/19 років виступати у вищому дивізіоні чемпіонату України. Проте 21 червня 2018 року Дмитро, як й інші футболісти полтавського клубу, отримали статус вільних агентів, а наступного дня президент клубу Леонід Соболєв підтвердив інформацію про те, що «Полтава» не буде виступати в Прем'єр-лізі або будь-яких інших професіональних футбольних змаганнях.
Саме в статусі вільного агента напередодні старту сезону 2018/19 років Крапивний перейшов до складу дебютанта Другої ліги МФК «Металург» (Запоріжжя). Дебютував у футболці запорізького колективу 22 липня 2018 року в програному (0:1) виїзному поєдинку 1-о туру Другої ліги проти одеського «Реал Фарма». Дмитро вийшов на поле в стартовому складі та відіграв увесь матч.

## Кар'єра в збірній
Викликався до складу юнацької збірної України U-19, за яку дебютував 22 травня 2013 року в програному (0:1) поєдинку юнацького чемпіонату Європи проти однолітків з Італії. Крапивний вийшов на поле на 86-й хвилині, замінивши Дмитра Мишньова. За юнацьку збірну зіграв 4 поєдинки.

## Досягнення

### Клубні
- Перша ліга чемпіонату України
  -  Срібний призер (1): 2017/18